# Hypseloecus
Hypseloecus is een geslacht van wantsen uit de familie blindwantsen. Het geslacht werd voor het eerst wetenschappelijk beschreven door Odo Reuter in 1891.

## Soorten
Het genus bevat de volgende soorten:

- Hypseloecus amaltheia Linnavuori, 1992
- Hypseloecus amyemi Schuh and Menard, 2011
- Hypseloecus amyemicola Schuh and Menard, 2011
- Hypseloecus amyemopsis Schuh and Menard, 2011
- Hypseloecus cassisi Schuh and Menard, 2011
- Hypseloecus deemingi Schuh, 1989
- Hypseloecus grossi Schuh and Menard, 2011
- Hypseloecus ifugao (Schuh, 1984)
- Hypseloecus koroba (Schuh, 1984)
- Hypseloecus lysiani Schuh and Menard, 2011
- Hypseloecus maesta (Odhiambo, 1961)
- Hypseloecus metamyemi Schuh and Menard, 2011
- Hypseloecus morobe (Schuh, 1984)
- Hypseloecus munroi (Schuh, 1974)
- Hypseloecus neoamyemi Schuh and Menard, 2011
- Hypseloecus opima (Odhiambo, 1961)
- Hypseloecus paramyemi Schuh and Menard, 2011
- Hypseloecus rustenburgensis (Schuh, 1974)
- Hypseloecus squamata (Carvalho, 1987)
- Hypseloecus takahashii Yasunaga, 2001
- Hypseloecus tamaricis (Linnavuori, 1975)
- Hypseloecus v-rubra (Linnavuori, 1975)
- Hypseloecus visci (Puton, 1888)
- Hypseloecus weirauchi Schuh and Menard, 2011